# Kama (affluente dell'Om')
Il Kama (in russo Кама?) è un fiume della Russia siberiana occidentale, tributario di destra del fiume Om'. Scorre nei rajon Severnyj, Kujbyševskij e Vengerovskij dell'oblast' di Novosibirsk. Appartiene al bacino idrografico dell'Irtyš.
Il fiume ha origine nel nord-ovest della regione di Novosibirsk dal piccolo lago Pičurla, nella vasta palude Čumgan, e scorre tra paludi e laghi della steppa di Barabinsk. Nell'alto corso il fiume scorre in direzione sud-est poi gira a sud ovest e mantiene questa direzione sino a incontrare l'Om' a 529 km dalla foce. Il fiume ha una lunghezza di 222 km; il bacino è di 2 680 km². Attraversa vari villaggi e insediamenti rurali. 
Nel 1977 il corso del fiume è stato bloccato da una diga a Kozlovka (a circa 7 km dalla foce) ed è stato creato un invaso con un volume di 4,98 milioni di m³.